# Лоши момци 2
Лоши момци 2 (енгл. Bad Boys 2) је амерички акциони филм из 2003. године, који је режирао Мајкл Беј. Сценаристи су Рон Шелтон и Џери Стал, док главне улоге играју: Мартин Лоренс и Вил Смит. Наставак је филма Лоши момци из 1995. године и други је филму у истоименом серијалу. 
Филм је реализован 18. јула 2003. године. Иако је негативно оцењен од стране критичара, филм је био комерцијално успешан и зарадио је преко 273 милиона долара широм света. Наставак, Лоши момци заувек, изашао је у јануару 2020. године.

## Радња
Полицајци за наркотике Мајк Лаури (Вил Смит) и Маркус Бернет (Мартин Лоренс) предводе групу која испитује прилив екстазија у Мајами. Истрага их доводи до једне опасне особе, чији је план да контролише трговину дрогом у граду изазвао рат у подземљу. У међувремену, однос између Мајка и Сид (Габријела Јунион), Маркусове сестре, поприма сексуални карактер.

## Улоге
| Глумац                 | Улога                                   |
| ---------------------- | --------------------------------------- |
| Вил Смит               | детектив Мајк Лаури                     |
| Мартин Лоренс          | детектив Маркус Бернет                  |
| Жорди Мола             | Ектор Хуан Карлос „Џони“ Тапија         |
| Габријела Јунион       | Сид                                     |
| Петер Стормаре         | Алексеј                                 |
| Тереза Рандл           | Тереза                                  |
| Џо Пантолијано         | капетан Хауард                          |
| Олег Тактаров          | Јосиф Каминскович                       |
| Мајкл Шенон            | Флојд Потит                             |
| Џејсон Мануел Олазабал | Варгас                                  |
| Јул Васкез             | Рејес                                   |
| Кико Елсворт           | плавушан с дредовима                    |
| Хенри Ролинс           | вођа ТНТ тима (Tactical Narcotics Team) |
| Ентони Короне          | агент ДЕА Тони Дод                      |
| Ден Марино             | лично                                   |

## Зарада
- Зарада у САД - 138.608.444 $
- Зарада у иностранству - 134.731.112 $
- Зарада у свету - 273.339.556 $